# Comuna de Kuźnia Raciborska
Kuźnia Raciborska (polaco: Gmina Kuźnia Raciborska) é uma gminy (comuna) na Polónia, na voivodia de Santa Cruz e no condado de Raciborski. A sede do condado é a cidade de Kuźnia Raciborska.
De acordo com os censos de 2004, a comuna tem 12 283 habitantes, com uma densidade 96,8 hab/km².

## Área
Estende-se por uma área de 126,84 km², incluindo:
- área agricola: 18%
- área florestal: 73%

## Demografia
Dados de 30 de Junho 2004:
|                      | Total   | Total | Mulheres | Mulheres | Homens  | Homens |
| -------------------- | ------- | ----- | -------- | -------- | ------- | ------ |
|                      | pessoas | %     | pessoas  | %        | pessoas | %      |
| População            | 12 283  | 100   | 6153     | 50,10    | 6130    | 49,9   |
| Densidade (pop./km²) | 96,8    | 100   | 48,5     | 48,5     | 48,3    | 48,3   |

De acordo com dados de 2002, o rendimento médio per capita ascendia a 1095,39 zł.

## Subdivisões
- Budziska
- Jankowice
- Ruda
- Ruda Kozielska
- Rudy
- Siedliska
- Turze.

## Comunas vizinhas
- Rybnik
- Bierawa
- Cisek
- Lyski
- Nędza
- Pilchowice
- Rudnik
- Sośnicowice